# Алабота (Северо-Казахстанская область)
Алабота (каз. Алабота) — село в Тайыншинском районе Северо-Казахстанской области Казахстана. Входит в состав Тихоокеанского сельского округа. Код КАТО — 596068300.

## География
Расположено около озера Алабота.

## Население
В 1999 году население села составляло 322 человека (169 мужчин и 153 женщины). По данным переписи 2009 года в селе проживало 176 человек (93 мужчины и 83 женщины).